# White Triangle
Il White Triangle è un'organizzazione razzista immaginaria dei fumetti pubblicati dalla DC Comics. Esiste nella continuity successiva alla miniserie Ora zero ed è collegata alle storie della Legione dei Supereroi. Comparve per la prima volta in Legion of Super-Heroes vol. 4 n. 66 (marzo 1995), e fu creata da Mark Waid, Tom McCraw e Lee Moder.

## Storia
Il gruppo del White Triangle crede che i Daxamiti siano superiori a tutti gli altri esseri che il contatto con altre razze non-Daxamite sia "impuro". Coloro cresciuti nelle comunità del White Triangle sono deliberatamente mantenuti all'oscuro dalla base della biologia e delle altre scienze, così da poterli mantenere nella costante convinzione razzista della loro società. Insegnano anche che la storia dell'eroe Daxamita Valor che "seminò" molte delle razze umanoidi nella galassia da un gruppo ancestrale comune (gli umani terrestri) sia una menzogna.

### Legione dei Supereroi
L'isolamento del White Triangle e la dottrina xenofobica si diffuse in molti altri mondi, inclusa la Terra. Trovando il concetto dei Pianeti Uniti formatisi di recente aberrante, il White Triangle si mise in movimento per pianificare la sua distruzione. Incolpando la tecnologia stargate dell'industriale R. J. Brande per aver reso possibile l'unione dei Pianeti Uniti, il Triangle ordinò ad uno dei suoi seguaci sulla Terra, Roderick Doyle (partner di Brande), di assassinare il suo collega durante un viaggio sulla Terra. L'assassinio fu sventato da Rokk Krinn, Imra Ardeen e Garth Ranzz, tre adolescenti che si trovavano sulla stessa nave. Ironicamente, vedere tre adolescenti di pianeti diversi lavorare insieme diede a Brande l'idea di formare la Legione dei Supereroi come simbolo vivente degli ideali dei Pianeti Uniti. Il Triangle fornì a Doyle una bomba per un secondo attentato alla vita di Brande, sperando di uccidere lui, la nuova squadra di supereroi e l'assemblea generale dei Pianeti Uniti in un unico colpo, ma ancora una volta la Legione sventò i loro piani, ed un sondaggio della mente dell'assassino rivelò il ruolo di Doyle.

### Laurel Gand
Dopo il fallimento di Doyle, il Triangle reclutò dei mercenari perché rilasciassero dei carcerati di una prigione di super massima sicurezza chiamata Pianeta Inferno, sperando di utilizzare i condannati per distruggere i Pianeti Uniti e come truppe d'assalto di consumo. Di nuovo, la Legione vanificò tale tentativo con l'ausilio della Workforce.
Attraverso tutti questi eventi, l'esistenza del White Triangle rimase segreta. Tutto cambiò quando Laurel Gand si unì alla Legione. Laurel, nome in codice Andromeda, fu cresciuta da una comunità di White Triangle su Daxam, e il suo indottrinamento disdegnoso per tutti i non-Daxamiti spesso interferiva nella sua abilità di mostrarsi come membro della Legione.
Durante un'uscita con altri membri femminili della Legione, fu testimone di attacco ad un alieno acquatico da tre delinquenti. Laurle insistette per disfarsi dei tre da sola, ma dopo averli catturati, vide che indossavano i pendagli del White Triangle e così li lasciò andare via con un avvertimento. Successivamente, gli stessi tre tizi assalirono la Legionaria Luornu Durgo, arrivando quasi ad ucciderla. L'investigazione sull'attacco portò i Legionari a scoprire l'esistenza del Triangle. Sentendosi in colpa per l'attacco a Triplicate Girl, Laurel si batté con i tre malviventi, per poi venire infettata con una soluzione al piombo, metallo estremamente velenoso e fatale per i Daxamiti, anche in quantità irrilevanti. Fu curata da Brainiac 5, che la costrinse ad accettare il fatto che lui non era inferiore a lei prima di darle l'antidoto. Dopo di ciò, Shrinking Violet, scoprì per caso la collana del White Triangle nella sua camera.
Nel frattempo, la Legione cominciò a collegare il White Triangle ai sempre più crescenti attacchi di violenza razzisti, mentre uno schema d'azione diretto di Daxamiti del Triangle cominciò a distruggere gli stargate in tutta la galassia. Questo culminò in un gruppo più grande di Daxamiti che stavano gettando dell'immondizia sul pianeta Trom, la cui popolazione di pacifici trasmutatori permise a R. J. Brande di sviluppare la tecnologia degli stargate.
Cosmic Boy tentò di fare espellere Andromeda dalla Legione dei Supereroi, ma l'ambasciatore Roxxas, che in realtà era il capo del White Triangle, convinse il Presidente dei Pianeti Uniti di farla rimanere. Quindi imbrogliò Andromeda non dandole il siero anti-piombo. Prendendolo per sé e dandolo ad altri quattro Daxamiti, Roxxas procedette a causare la distruzione di massa della Terra. La Legione fermò i quattro Daxamiti con l'aiuto di Jan Arrah, ultimo sopravvissuto del pianeta Trom, mentre la stessa Andromeda sconfisse Roxxas, apparentemente a costo della sua stessa vita, sebbene successivamente si scoprì che era ancora viva.
Dopo la morte apparente di Roxxas, la Legione e la Polizia Scientifica si diedero ad una caccia galattica per tutte le celle del White Triangle ancora attive.
L'organizzazione del White Triangle non si vide più nel terzo rinnovamento della continuità della Legione.